# Роман Секела
Роман Секела (1876, Кальниця — 1938) — український правник, адвокат, суддя, громадський і політичний діяч, старшина УГА, письменник. Доктор прав. Зять української поетки Уляни Кравченко.

## Життєпис
Народ. 1876 року в с. Кальниця поблизу Ліська на Лемківщині в родині греко-католицького священника, пароха села.
Закінчив гімназію в Яслі.
У 1910—1918 роках вів власну адвокатську канцелярію в Яворові на Львівщині.
1928 року прибув із Перемишля на збори організації Української партії праці в м. Судовій Вишні.
Дружина — дочка знаної української поетки Юлії Шнайдер, відомої за псевдонімом Уляна Кравченко.
Похований у рідному селі.